# والتر دوروین تیگ

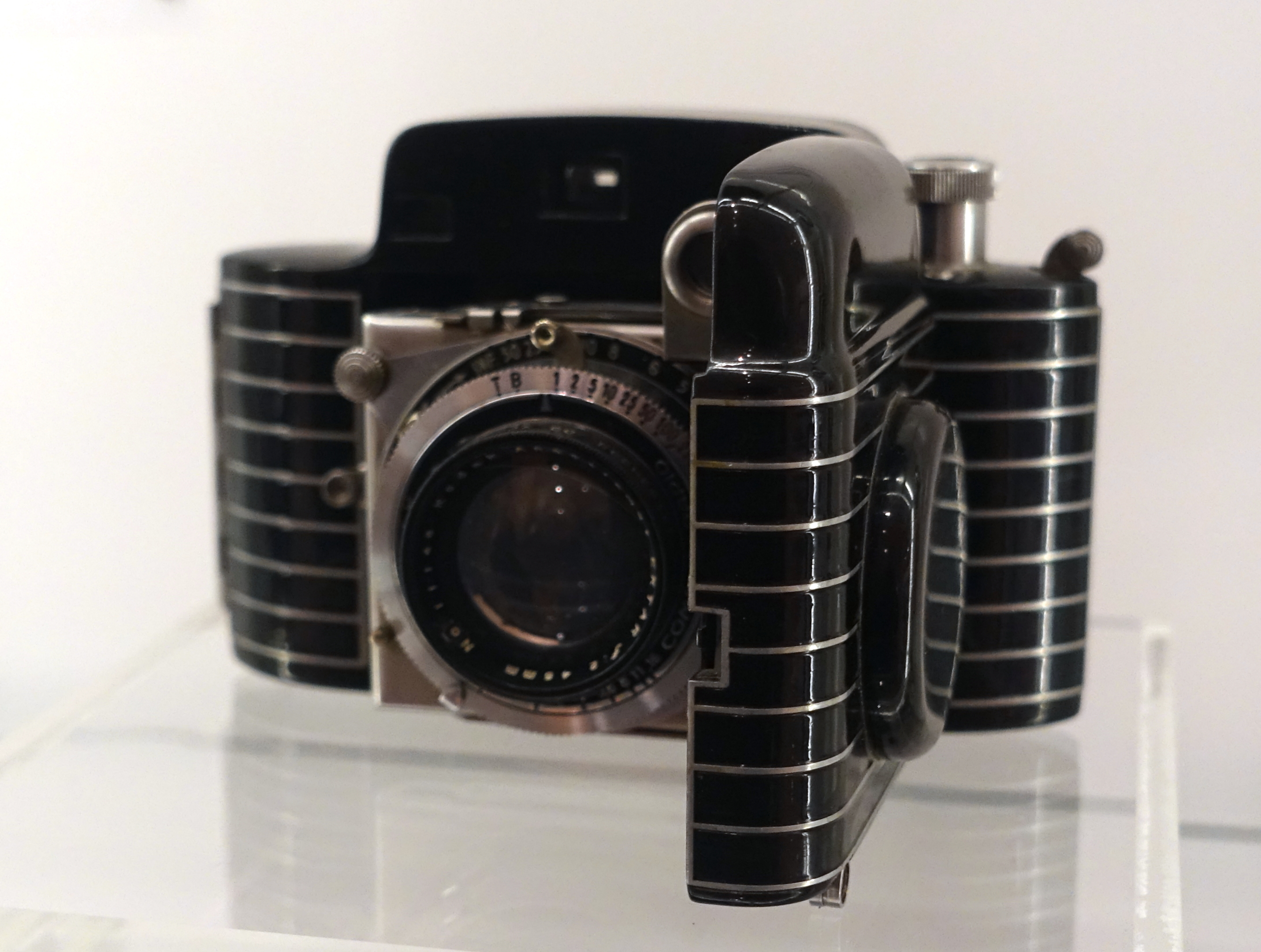
دوربین بانتام اسپشیال، طراحی شده توسط ویلیام دوروین تیگ، شرکت ایستمن کداک، ۱۹۳۶ میلادی، فلز روکش شده با مینا، شیشه، سبک آرت دکو، موزهٔ هنرهای کاربردی، کلن، آلمان

والتر دوروین تیگ (به انگلیسی: Walter Dorwin Teague)؛ (زادۀ ۱۸ دسامبر ۱۸۸۳ میلادی – درگذشتۀ ۵ دسامبر ۱۹۶۰ میلادی) یک طراح صنعتی، معمار، تصویرگر، طراح گرافیک، نویسنده و کارآفرین اهل ایالات متحدهٔ آمریکا بود. تیگ که اغلب به عنوان «رئیس طراحی صنعتی» نامیده می‌شود، همراه با نورمن بل گدس، ریموند لووی، هنری دریفوس و جوزف سینل در ایجاد طراحی صنعتی به عنوان یک حرفه در ایالات متحدهٔ آمریکا پیشگام بود. تیگ که به عنوان یک کلاسیک‌گرا و یک سنت‌گرا با وجود تغییر سلیقه‌های مدرن در نظر گرفته می‌شود، به عنوان یک شخصیت مهم در گسترش مدرنیسم اواسط قرن در آمریکا شناخته می‌شود. او به‌خاطر طراحی‌های نمایشگاهی‌اش در طول نمایشگاه جهانی نیویورک در سال‌های ۱۹۴۰–۱۹۳۹ میلادی، مانند ساختمان فورد، و طرح‌های نمادین محصول و بسته‌بندی‌هایش، از دوربین بانتام اسپشیال ایستمن کداک گرفته تا پیانوی استاین‌وی با پایه‌های فولادی شناخته می‌شود.
او خود را یک آغازگر دیرهنگام که تحسین حرفه‌ای او با نزدیک شدن به ۵۰ سالگی آغاز شد توصیف می‌کند، تیگ به دنبال ایجاد میراثی از اشیاء تولید-انبوه بود و اغلب زیبایی را به عنوان «درستی قابل مشاهده» ذکر می‌کرد. تیگ در سال ۱۹۲۶ میلادی یک شرکت مشاورۀ طراحی صنعتی را که بعداً به نام تیگ شناخته شد، تشکیل داد که میراث او را در نام و دیدگاه وی ادامه می‌دهد.